# Institute for Creation Research
Institute for Creation Research, förkortat ICR, är ett kristet institut i Dallas i Texas i USA. Institutet är inriktat på utbildning, forskning och marknadsföring av kreationism. Institute for Creation Research anammar bibeln som en bokstavlig och sann beskrivning av världen gällande naturvetenskapliga och historiska frågor såväl som religiösa och moraliska dito. Den förespråkar den så kallade ungjordskreationismen enligt vilken jorden är mellan sextusen och tjugotusen år gammal.
Framförallt motsätter institutet sig evolutionsteorin som de menar korrumperar moral och hotar den kristna tron.
Institutet grundades av Henry M. Morris (1918-2006), en förgrundsgestalt inom den kreationistiska rörelsen år 1972 och det övertogs av hans son John D. Morris efter hans död. Innan Henry M. Morris grundade institutet var han med och grundade ett liknande institut år 1970. Efter en konflikt där medgrundaren ville fokusera mer på påverkan på politiker och PR medan Henry M. Morris ville fokusera på utbildning och forskning lämnade han projektet och startade Institute for Creation Research.
Deras arbete och förklaringsmodeller för jordens skapande och arternas uppkomst avvisas av praktiskt taget all vetenskap men har stort inflytande på motståndare till evolutionsteorin i USA genom att introducera kreationism i kyrkor och religiösa skolor och skapa provokativa debatter mot evolutionsförespråkare.
1992 grundade ICR Museum of Creation and Earth History i Santee, Kalifornien, där IRC då hade sitt högkvarter. ICR flyttade till Dallas, Texas 2007 och sålde därefter museet.